# Микропроцессор

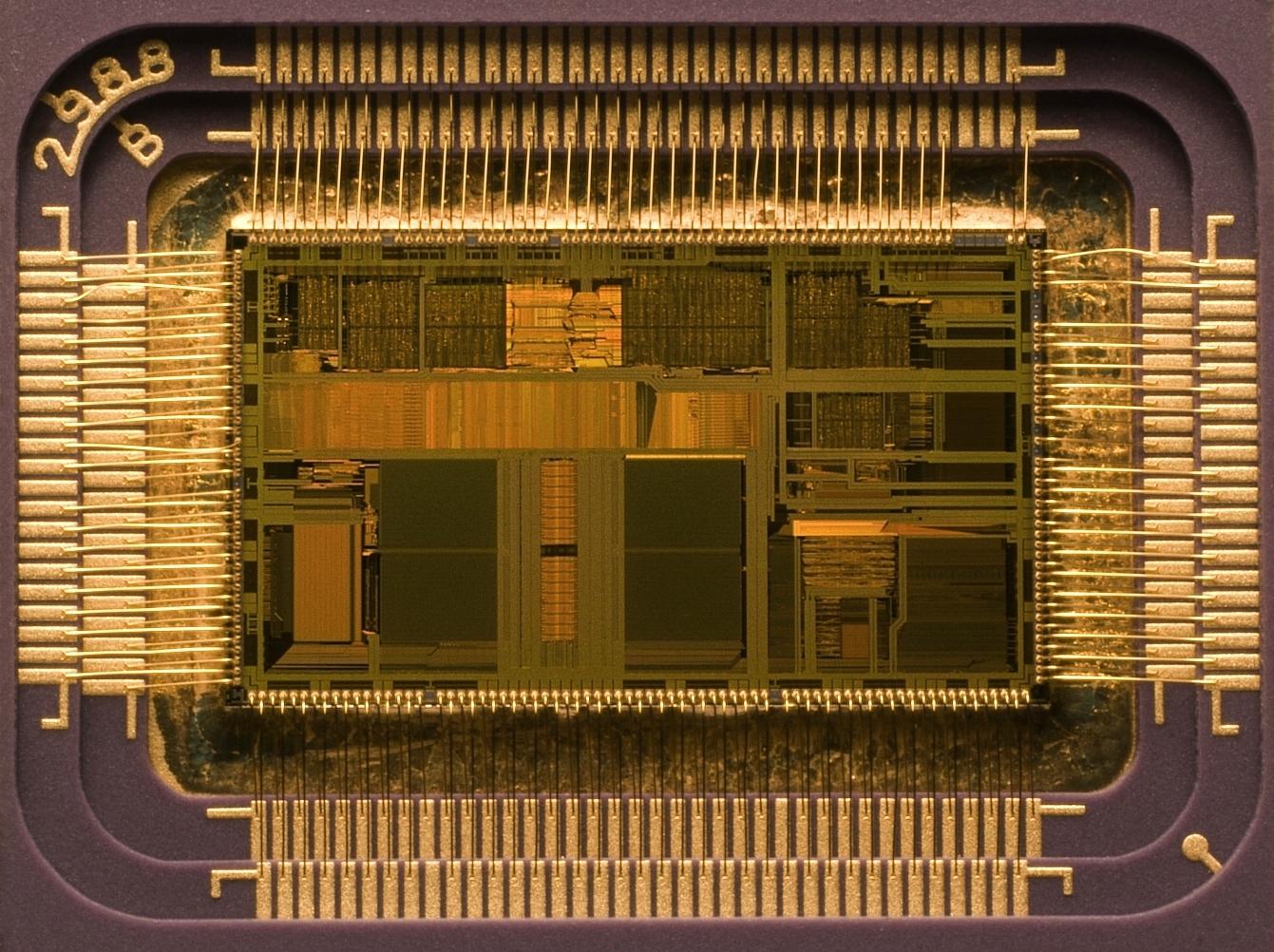
Кристалл процессора 80486DX2 в корпусе

Микропроце́ссор — процессор (устройство, отвечающее за выполнение арифметических, логических операций и операций управления, записанных в машинном коде), реализованный в виде одной микросхемы БИС/СБИС или комплекта из нескольких специализированных микросхем (в отличие от реализации процессора в виде электрической схемы на элементной базе общего назначения (микросхемы, транзисторы) или в виде программной модели).

## История
Почти одновременно появились три проекта по созданию микропроцессора: Central Air Data Computer (CADC) в Garrett AiResearch (1968), TMS 1000 в Texas Instruments (1971) и 4004 в Intel (1971).
Первые микропроцессоры применялись в электронных калькуляторах, в них использовалась двоично-десятичная арифметика 4-битных слов. Вскоре их стали встраивать и в другие устройства, например, терминалы, принтеры и различную автоматику. Доступные 8-битные микропроцессоры с 16-битной адресацией позволили в середине 1970-х годов создать первые бытовые микрокомпьютеры.
Долгое время центральные процессоры создавались из отдельных микросхем средней/большой интеграции, содержащих от нескольких единиц до нескольких сотен транзисторов. Разместив целый процессор на одном кристалле сверхбольшой интеграции (СБИС), удалось значительно снизить его стоимость.
Несмотря на скромное начало, непрерывное увеличение сложности микропроцессоров привело к почти полному устареванию других форм компьютеров. В настоящее время один или несколько микропроцессоров используются в качестве вычислительного элемента во всём, от мельчайших встраиваемых систем и мобильных устройств до огромных мейнфреймов и суперкомпьютеров.
В космических программах полётов к Луне «Аполлон» в 1960-х и 1970-х годах все бортовые вычисления для первичного наведения, навигации и управления были предоставлены небольшими специализированными процессорами бортового компьютера Аполлон.
С начала 1970-х годов широко известно, что рост мощности микропроцессоров следует закону Мура, который утверждает, что число транзисторов на интегральной микросхеме удваивается каждые 24 месяца. В конце 1990-х главным препятствием для разработки новых микропроцессоров стало тепловыделение (TDP).

## Устройство
В состав микропроцессора входят: арифметико-логическое устройство, блок управления и синхронизации, запоминающее устройство, регистры, шины передачи данных и команд.
Некоторые авторы относят к микропроцессорам только устройства, реализованные строго на одной микросхеме. Такое определение расходится как с академическими источниками, так и с коммерческой практикой (например, варианты микропроцессоров Intel и AMD в корпусах типа SECC и подобных, такие, как Pentium II, были реализованы на нескольких микросхемах).
В настоящее время, в связи с очень незначительным распространением процессоров, не являющихся микропроцессорами, в бытовой лексике термины «микропроцессор» и «процессор» практически равнозначны.
В то же время микропроцессор обычно не имеет интегрированных в микросхему устройств ввода-вывода, таймеров и других периферийных устройств, чем отличается от микроконтроллера и от системы на кристалле.